# Фещенко-Скворцова, Ирина Николаевна
Ирина Николаевна Фещенко-Скворцова (род. 9 января 1954, Волгоград) — кандидат наук, русский поэт, эссеист, член Союза российских писателей, переводчик с португальского языка, исследователь в области поэзии, португальской литературы, педагогики.

## Биография
1954 г. — родилась в Волгограде в семье служащих, фамилия при рождении — Скворцова.
1971 г. — закончила СШ № 3 в том же городе.
1971 г. — поступила в Волгоградский государственный социально-педагогический университет.
1976 г. — закончила Волгоградский государственный социально-педагогический университет (естественно-географический факультет).
1976—1981 гг. — работа преподавателем в ПТУ и в СШ № 28.
1981—1984 гг. — Волгоградский государственный социально- педагогический университет.
1984 г. — замужество (изменила фамилию на 'Журавленко') и переезд в г. Киев,
1984—1993 гг. — педагогический колледж № 1.
1993 г. — Национальный педагогический университет — защита кандидатской диссертации по педагогике.
1993—1996 гг. — Национальный педагогический университет имени М.П. Драгоманова. Работала на кафедре педагогического творчества.
1998 г. — получила звание доцента кафедры.
1998 г. — второй брак, изменение фамилии на 'Фещенко'.
1999—2003 г. — Академия муниципального управления г. Киева. Была заместителем заведующего кафедрой педагогики и психологии.
Публиковала научные и методические работы по педагогике, психологии и теории творчества:
— в научных сборниках: 'Педагог професійної школи', 'Проблеми взаємодії мистецтва, педагогіки та теорії і практики освіти', 'Педагогіка і психологія формування творчої особистості', 'Теорії мікро — макроекономіки', 'Наука i сучасність', 'Творча особистість вчителя', 'Соціалізація особистості', 'Наукові записки' и др.
— в научно-методических журналах: 'Радянська школа', 'Среднее специальное образование', 'Початкова школа'.
2003 г. — в июле переезжает в Португалию на постоянное место жительство.
О жизни в Португалии рассказано в очерках о ней:

С лета 2003 года Ирина Фещенко-Скворцова живёт в Португалии, в небольшом городке Бенавенте, что в 30 минутах езды от Лиссабона. Ей очень хотелось работать по специальности. В 2008 г. она подтвердила свою учёную степень в португальском университете и получила официальное разрешение работать. Ирина участвовала в нескольких научных конференциях… но найти работу, соответствующую диплому, ей так не удалось.
— Александр Мельник 

Подтвердив учёную степень в университете Лиссабона, Ирина дважды участвовала с докладами в научных конференциях в области педагогики и психологии. "Но в связи с кризисом во всех высших учебных заведениях, куда я обращалась в поисках работы, мне отказывали. Когда я поняла, что не найду другого занятия, кроме тяжёлой физически и морально работы на фабрике, я решила посвятить своё свободное время переводу португальской поэзии.
— Наталья Мелёхина 

### Литературная деятельность
С 1997 года начинает публиковать свои стихи и эссе (1-я публикация в киевском журнале «Ренессанс»). Литературные публикации в альманахах поэзии, поэтических сборниках России и Украины, международных поэтических сборниках (Германия, США).
В 1998 году взяла себе литературный псевдоним — Ирина Фещенко-Скворцова.
Есть публикации в альманахе «45 параллель», в «Сетевой словесности», в «Журнальном зале».
Лауреат конкурса «Вся королевская рать» — по номинации «литературно-критическая статья». Была судьёй конкурсов переводов, в 2009 г. была судьёй Международного литературного конкурса «Согласование времён» в номинации «Поэзия».
Автор книг стихов: «Медитация», (1997), «Чаша» (1999), «Размышления в пещерах Китаевской пустыни» (2000); сборника стихотворений и эссе об искусстве «Острей кристалла» (2001), «Блажен идущий» (2014). В 2002 году начала публиковаться на литературных сайтах «Поэзия.ру» и «Стихи.ру».
С 2004 г. — член Союза российских писателей, его Вологодского отделения.
Публиковалась в вологодских сборниках и альманахах СРП
С 2011 г. — член Международного Союза писателей «Новый Современник».
Входит в энциклопедию портала и МСП «Новый современник».

«Голос»

Читай меня… Читай меня, читай…

Согретый звук на языке катай,

на языке, связующем гортани.

Произнести —

не разумом постичь,

и свяжется, немыслимо почти,

Вселенная уместится в горстИ,

И ей — твоим дыханием расти,

гортанной и всеведущей печали…

Прости мой голос.

Всё ему прости

за то, что смертный он,

за то, что он отчаян…
— Ирина Фещенко-Скворцова, Блажен идущий, Стр. 27.

### Исследовательская деятельность
Принимала участие в международных научных конференциях по проблемам творчества, языка и культуры, в семинарах, лекциях, организуемых Институтом философии. Публиковала статьи и эссе по проблемам филологии, философии и культуры в сборниках конференций, проводимых в Институтом философии им. Г. С. Сковороды НАНУ (2001 г.), Киевском педагогическом университете (2001—2002 гг.), в научном журнале «Язык и культура» Издательского Дома Дмитрия Бураго (2002—2003 гг.). Текст этих статей есть в разделе 'Библиография' — 'литературно-критичеcкие статьи'.
Летом 2003 года уехала в Португалию, где и сейчас живёт в небольшом городке Бенавенте (Benavente). В июне 2008 года подтвердила свою научную степень кандидата наук (Ph.D) в Universidade Nova de Lisboa. В этом же 2008 году наладила связь с недавно созданной в Португалии Ассоциацией по управлению инновациями и творчеством в организациях, начала участвовать в научных конференциях, заниматься исследованиями. Выступала с докладами на международных конференциях:
«Международный конгресс творчества и инноваций», Лоле, 2008 г.; «Школа Мира: XVII AFIRSE коллоквиум», Лиссабон, 2009 г. и «Международный коллоквиум „Триумфальный день Фернандо Пессоа“», Лиссабон, 2014 г..
На базе исследовательских материалов, представленных в её докладе на коллоквиуме «Триумфальный день Фернандо Пессоа», написала статью для журнала «Иностранная литература».
С 2018 года прикреплена к Instituto de Estudos de Literatura e Tradição для проведения научных исследований по сравнительной литературе.

## Работа с переводами
С 2010 года сотрудничает в Форуме переводчиков Век перевода (антология), которым руководит Витковский, Евгений Владимирович (первая публикация на этом форуме 10.07.2010 года — Флорбела Эшпанка «Тише»). Считает себя во многом обязанной Форуму Век перевода (антология) и его руководителю Витковскому Евгению Владимировичу в приобретении мастерства переводчика.
«Редкий случай столь стремительного роста в переводческом искусстве: Ирина появилась на „Веке Перевода“ в 2010 году, и всего через несколько месяцев появление её подборки стало насущным делом — слишком мало у нас португалистов. Ирина — член Союза российских писателей. Кандидат педагогических наук, доцент. С 2003 года проживает в Португалии, в городе Бенавенте».
Первые опубликованные переводы — в Антологии русского поэтического перевода XXI века (Водолей, 2012).
Вышли книги в её переводе:
- Антониу Нобре Мельник ностальгии[20] (Водолей, 2013) — классик португальской поэзии конца XIX века — его единственная книга впервые переведена на русский язык.
- Фернандо Пессоа / Бернарду Суареша «Книга непокоя»[21] (Ад Маргинем, 2016) — самое знаменитое произведение португальского писателя, впервые переведённое на русский язык. Была переводчиком и автором послесловия к книге.
- «Лузитанская душа»[22] (Водолей, 2017) — сборник стихов португальских поэтов XV—XX веков, в которой большой раздел посвящён переводам Фернандо Пессоа и его гетеронимов. Была организатором и переводчиком книги (а также автором вступления к ней).
- Редактировала книгу Фернандо Пессоа «Лиссабон: что следует увидеть туристу»[23] (Ад Маргинем, 2017) и была одним из двух её переводчиков и автором примечаний и послесловия.
- Пессоа, Фернандо'. Оды Рикарду Рейша = Odes de Ricardo Reis / Перевод, вступ. ст. и прим. Ирины Фещенко-Скворцовой. — Москва: Воймега, 2020. — 264 с. — ISBN 978-5-6043511-4-7.
- Фернандо Пессоа «Рубайят»[24] (двуязычное издание португальский / русский, Текст, 2020) — сборник рубаи Фернандо Пессоа, составленный португальскими исследователями в начале XXI столетия в результате работы с архивом поэта. Была переводчиком книги и автором вступления к ней.
- Кабрита, Фернанду. Книга о доме. Стихотворения в переводе с португальского И. Фещенко-Скворцовой. — М.:ТЦ СредА / Пряхин В. К., 2021—132 с. (билингва: русский и португальский яз.) ISBN 978-5-9908916-0-9
- Пессоа, Фернандо. Poesia. Первая антология Фернандо Пессоа. Перевод Ирины Фещенко-Скворцовой, Лиссабон, издательство SHANTARIN, первое издание, январь 2022. — 484 с. (билингва) ISBN 978-989-53422-3-5

Её переводы португальских поэтов и статьи о них печатались в таких журналах, как «Иностранная литература», «Новый мир», «Гвидеон», «Переводчик», «Prosodia» и др. В «Иностранной литературе» в 2015 г. вышел специальный номер, посвящённый португальской литературе, одним из организаторов которого и автором многих включённых в него материалов она была.
Переводы в электронных публикациях: альманах «Сетевая словесность», сайт «Век перевода», альманах «Золотое руно» и др.
В своей работе с переводами Ирина Фещенко-Скворцова всегда опирается на поддержку своего научного консультанта — Педру Серран (Pedro Serrão) — доктора наук, получившего учёную степень доктора социологии культуры, знания и образования в Новом Лиссабонском университете (Universidade Nova de Lisboa), соредактора и члена редакционной коллегии Всемирного журнала социальных наук (World Journal of Social Science) и исследователя жизни и творчества Фернандо Пессоа. Это плодотворное сотрудничество, начавшееся в 2014 году, в основном сосредоточено на многозначном анализе игры автора со смыслом и на выражении, с помощью своеобразных особенностей португальского литературного языка, философской и метафизической глубины произведений Фернандо Пессоа, как ортонима, так и гетеронимов.

## Критика и отзывы
Ирина Фещенко-Скворцова склонна к лирической исповедальности, что нередко сводится у иных авторов к интонационно вяловатой стихотворной речи. У Ирины этой вялости нет – её стих энергичен, ритмически разнообразен, в её образности присутствует неожиданность, что заставляет читателя быть внимательным слушателем, сопереживающим тому, чем хочет поделиться автор. И это подтверждает её право на творческое воплощение авторских замыслов.
.
— Даниил Чкония

Стихи Ирины Фещенко-Скворцовой — это поэзия. Поэзия подлинная, сопрягающая непреложность с неопределённостью, как тому и следует быть. В сборнике есть стихи, словно бы скользящие по контуру некоей предзаданной философемы, происхождения которой вовсе не скрывает автор. Но рядом с этим — строки загадочные, влекущие вглубь, создающие смыслообраз, сам по себе философичный в неповторимом, недоступном пересказу своём существе.
— Виктор Малахов , "Сопрягая непреложность с неопределённостью" 
 — предисловие к кн. «Острей кристалла» .

Стихи И. Фещенко — Скворцовой отличаются страстностью и незащищённостью. Я редко встречал так естественно построенные стихи и так удачно и неожиданно взятые рифмы, они сыплются щедро, возникая просто по ходу текста, не дождавшись конца строки. Присущи её поэзии честность, духовность, откровенность, мудрость, афористичность, но главное — дар. Жаль отрываться глазами и душой от этого очень тонкого и точного кружева из слов и любви, и большой человеческой мудрости, которая — все знают — даром не даётся никому.
— Поэт Василий Дробот , "Кружево из слов, любви..." 
 — предисловие к кн. «Острей кристалла» .

Не всё утрачено в суете повседневной, на всё есть надежда, пока существуют настоящие стихи, на всё может найтись ответ самым неожиданным образом, совмещая поэтический приёмник эфира с модулятором словесной гармонии.
Вчитайтесь в стихи Ирины — рекомендую от всего сердца.
— Сергей Плышевский .

Стихи её — плоть от плоти русской поэзии, начиная от фольклорных мотивов и заканчивая общим ассоциативным рядом с Мариной Цветаевой и Анной Ахматовой….
— Наталья Мелехина .

Спасение красотой — Именно красота — поэзии, природы, самого языка — помогла Ирине не только не… сломаться в сложной жизненной ситуации, но и найти новое призвание.
— Наталья Мелехина

В журнале — много критических и литературоведческих материалов, среди которых отметим исследование Ирины Фещенко-Скворцовой об истории «фальшивого гетеронима» Фернандо Пессоа.
— Борис Кутенков .

В 2015 г. Фещенко-Скворцова стала одним из организаторов специального выпуска журнала «Иностранная литература» (№ 7), полностью посвящённого португальской литературе. В 2016 г. в московском издательстве «Ад Маргинем Пресс» вышла из печати переведённая Ириной главная книга Фернандо Пессоа / Бернарду Суареша «Книга непокоя». Это книга философской прозы поэта, многие её отрывки — стихи в прозе. Работа получила очень высокую оценку критиков.
Так, обозреватель «Rara Avis» Александр Чанцев написал о ней: «Уже в марте появилась книга года». — Александр Мельник .

Ритмический строй португальской поэзии отличается и от русской, где преобладает силлаботоника, и от поэзии на других романских языках, где господствует силлабика, то есть счет слогов без учёта ударений Перед переводчиком встает интересная задача: как передать эти ритмические вариации средствами русского стиха, сохранив при этом аромат оригинала. Ирина подходит к этой задаче как филолог, изучает ритмы, их источники и эволюцию, подключает свое поэтическое чутье и воссоздает ритмы Португалии по-русски.
— Дмитрий Манин .

### Книги стихов и эссе
- Чаша. Стихи. Киев: Издательский дом Д. Бураго. Полиграфия «Граффити Групп». 1999 г., 84 с. ISBN 966-95617-1-2.
- Размышления в пещерах Китаевской пустыни. Стихи. Киев: Друкарня Національного педагогічного університету iм. М. П. Драгоманова 2000 г., 56 с. ISBN 966-7584-31-3.
- Острей кристалла. Стихотворения. Эссе. Киев. Типография «Полиграф-Сервис», 2001 г., 84 с. ISBN 966-7584-31-3.
- Блажен идущий: стихи разных лет. Вологда, «Вологодская типография», 2014 г., 139 с. ISBN 978-5-902579-70-0.
- Здесь можно читать эту книгу.

### В поэтических сборниках
Пролегло междуречье

Между речью и речью.

Время клева и лова

Серебристого слова.
- Пушкинский альбом «Не зарастёт народная тропа». Киев, Главная специализировання редакция литературы на языках национальных меншинств. 1999. — Стр. 152—153. ISBN 966-522-131-0.
- Стихи // «Юрьев день» Альманах поэзии. Выпуск 2. К., «ЮГ», 2001. Стр. 60. ББК 84.4 Укр6-5я43 Ю71. ISBN 966-7082-01-6.
- Стихи // «Юрьев день» Альманах поэзии. Выпуск 3. К., «ЮГ», 2002. Стр. 141. ББК 84.4 Укр6=5я43 Ю71 ISBN 966-7082-36-9.
- Стихотворения. «Радуга». Журнал художественной литературы и общественной мысли. Киев, "Журнал «Радуга». 11-12/ 2002 г. Стр. 104—110. ISBN 978-966-1642-000.
- Антология «XX век, запомни нас такими…». Украинская школа русской поэзии. Киев, Главная специализировання редакция литературы на языках национальных меншинств. 2003. — Стр. 360—361. ISBN 966-522-043-8.
- Лирика. // Провинция. Всеукраинский литературно-художественный альманах Творческой ассоциации «Кольцо». Выпуск 13, Запорожье, 2004. Стр. 4-7. ББК 84.4 Р6 + 84,4 Укр6 П 78. ISBN 966-565-060-2.
- Из цикла «Португальские стихи». // Провинция. Всеукраинский литературно-художественный альманах Творческой ассоциации «Кольцо». Выпуск 14, Запорожье, 2004. Стр. 61-65. ББК 84.4 Р6 + 84.4 Укр6 П 78. ISBN 966-565-060-2.
- Стихи. // От сердца к сердцу Всеукраинский народный литературный альманах № 2, Запорожье, 2004. Стр. 7-9. ББК 84.4Р6+84.4Укр6 О5. ISBN 966-653-089-9.
- Подборка стихов Ирины Фещенко-Скворцовой // Встречи: альманах-ежегодник № 30 / ред. Синкевич В.; редкол. : Бобышев Д., Витковский Е., Гарбер М., Дейч Е., Крейд В., Лазухин В., Либерман А., Машинская И., Михалевич-Каплан И., Молодяков В., Ратникова Л. — Филадельфия: издательство Publ. House of Peace, 2006, с. 129. ISSN 0888-5257.
- Подборка стихов Ирины Фещенко-Скворцовой // «Согласование времён 2010. Поэзия третьего тысячелетия» / Сост. Елена Рышкова. Берлин: Издательство epubli, 2010. — С. 88-91. ISBN 978-3-86931-936-0.
- Подборка стихов Ирины Фещенко-Скворцовой // «Чудь. Антология поэзии Вологодского края. XXI век», Вологда, «Полиграф-Периодика», 2010, стр. 377—384. ISBN 978-5-91965-011-9.
- Подборка стихов Ирины Фещенко-Скворцовой // Паровоз. Поэтический альманах.навигатор Союза российских писателей (Орг. и ред. Светлана Василенко и Владимир Мисюк), № 1, 2013. — С. 275—278. ISBN 978-5-901511-13-8.
- Из интервью с автором. Подборка стихов. // «По следам слов». Антология живой литературы, т. 11, «Скифия», Санкт-Петербург, 2018. Стр. 124—132. ISBN 978-5-00-025124-9.
- IBIS (ИБИС); VIDA (ЖИЗНЬ). // Журнал «Poesia a Sul» № 8 — Cadernos de Poesia. Olhão — Setembro — 2021. Стр. 21-24 (стихи на русском и порт. языках).

### Монографии
- Формирование умений применять дидактические знания в процессе решения задач по педагогике учащимися педагогического училища. Диссертация на соискание учёной степени кандидата педагогических наук. Киев, 1993, 179 с.

### Литературно-критические статьи
- Диалектика формы в поэзии // Научное издание «Язык и культура» (серия «Филология», выпуск 4 т. IV, ч. 2. Язык и художественное творчество. К.: Издательский Дом Дмитрия Бураго. Киев 2002. С. 184—191. ISBN 966-7825-44-2 ISBN 966-7825-48-5.
- Критерии истины в поэзии // Научное издание «Язык и культура» (серия «Филология», выпуск 5, т. IV, ч. 1. Язык и художественное творчество. Ч. 2. К.: Издательский Дом Дмитрия Бураго. Киев 2002. С. 145—154. ISSN 2522-493X.
- Бессилие бездуховности и насилие духа. «Вторая рефлексия» в поэзии. // Научное издание «Язык и культура» (серия «Филология»), выпуск 5, т. IV, ч. 1. Язык и художественное творчество. Ч. 2. К.: Издательский Дом Дмитрия Бураго. Киев 2002. С. 319—323. ISSN 2522-493X.
- Связь времен в творчестве Александра Шаргородского. Послесловие // Шаргородский А. А. Книга стихов. М.: Водолей Publishers, 2005, с. 181—199. ISBN 5-902312-48-5.
- Вступление: // Нобре А. П. Мельник ностальгии. — М.: Водолей, 2013. — С. 3-21 c. ISBN 978-5-91763-142-4.
- Послесловие // Пессоа Ф. Книга непокоя. — М: Ад Маргинем Пресс, 2016. — С. 473—486. ISBN 978-5-91103-263-0.
- Вступление // (Сост. Ирина Фещенко-Скворцова). — М.: Водолей, 2017. — С. 3-28. ISBN 978-5-91763-368-8.
- Послесловие // Пессоа Ф. Лиссабон. — М.: Ад Маргинем Пресс, 2017. — С. 132—153. ISBN 978-5-91103-356-9.
- «Рубайят» Фернандо Пессоа. ИЗВЕСТИЯ Уральского федерального университета. Серия 1. Проблемы образования, науки и культуры. Т. 25, № 2 (186), 2019. Раздел «Литературоведение», стр. 114—129.
- Происхождение «язычества» Рикарду Рейша — самого загадочного гетеронима Фернандо Пессоа // Новый филологический вестник. 2019. № 3 (50). С. 211—224.
- Метрика Фернандо Пессоа и переводы его поэзии на русский язык // Формаслов (formasloff.ru), № 53, 15.11.2021.
- Переводы Фернандо Пессоа на русский язык в соответствии с особенностями метрики португальского поэта // Верхневолжский филологический вестник — 2023 — № 3 (34). Стр. 190—204.

### Переводы
- Переводы поэтов: Жила Висенте, Антеро де Кентала, Сезариy Верде, Антониу Нобре, Флорбелы Эшпанки и  Фернандо Граде // Век перевода: Антология русского поэтического перевода XXI века. Второе десятилетие / Сост. Евгений Витковский. — Москва: Водолей, 2012. — С. 469–498. — 624 с. — ISBN 978-5-91763-095-3.
- Нобре, Антониу. Мельник ностальгии / Перевод с португальского Ирины Фещенко-Скворцовой. — Москва: Водолей, 2013. — 172 с. — ISBN 978-5-91763-142-4.
- Пессоа, Фернандо. Книга непокоя / Перевод с португальского Ирины Фещенко-Скворцовой. — Москва: Ад Маргинем, 2016. — 488 с. — ISBN 978-5-91103-263-0.
- Лузитанская душа: Стихи португальских поэтов XV–XX веков / Сост. и пер. с португ. Ирины Фещенко-Скворцовой. — Москва: Водолей, 2017. — 232 с. — ISBN 978-5-91763-368-8.
- Пессоа, Фернандо. Лиссабон: что следует увидеть туристу = Lisbon: What The Tourist Should See / Перевод: Александра Соколинская, Ирина Фещенко-Скворцова (стр. 155–188); Дизайнер: Анна Сухова. — Москва: Ад Маргинем, 2017. — 192 с. — ISBN 978-5-91103-356-9.
- Пессоа, Фернандо. Рубаяйт = Rubaiyat / Сост. и перевод с португальского Ирины Фещенко-Скворцовой. — Москва: Текст, 2020. — 224 с. — ISBN 978-5-7516-1596-3.
- Пессоа, Фернандо. Оды Рикарду Рейша = Odes de Ricardo Reis / Перевод, вступ. ст. и прим. Ирины Фещенко-Скворцовой. — Москва: Воймега, 2020. — 264 с. — ISBN 978-5-6043511-4-7.
- Кабрита, Фернанду. Книга о доме = O Livro da Casa / Стихотворения в переводе с португальского Ирины Фещенко-Скворцовой. — Москва: ТЦ СредА / Пряхин В.К., 2021. — 132 с. — ISBN 978-5-9908916-0-9.
- Послание Фернандо Пессоа — поиск Новой Индии. Лирика. Вступ. статья и перевод с португ. Ирины Фещенко-Скворцовой // Переводчик: научно-художественный журнал; Чита: ЗабГУ, 2021.- Вып.21 (ISSN 2073-5618) — Стр. 15-25.
- Гонсалу М. Тавареш. Снова время зверей. Вступ. статья и перевод с португ. Ирины Фещенко-Скворцовой // Переводчик: научно-художественный журнал; Чита: ЗабГУ, 2022.- Вып.22 (ISSN 2073-5618) — Стр. 17-29.
- Пессоа, Фернандо. Poesia. Первая антология Фернандо Пессоа. Перевод Ирины Фещенко-Скворцовой, Лиссабон, издательство SHANTARIN, первое издание, январь 2022. — 484 с. (билингва) ISBN 978-989-53422-3-5
- Сезариу Верде. Поэзия. Перевод, вступление, пояснения Ирины Фещенко-Скворцовой. Лиссабон, El Ediçoes, первое издание, август 2022. — 271 стр.. (билингва) ISBN 978-989-54966-2-4
- Камилу Каштелу Бранку. Лиссабонские тайны. Главы XI, XV. Предисловие и перевод с португ. Ирины Фещенко-Скворцовой // Переводчик: научно-художественный журнал; Чита: ЗабГУ, 2023.- Вып.23 (ISSN 2073-5618) — Стр. 41-69.

## Публикации в периодике

### Поэзия
- Библейские мотивы — стихотворения и подборки стихов // Литературно-исторический журнал «Что есть Истина?».
- Птицы. Подборка стихов // Точка зрения. Современная литература в Интернете.
- Стихи // Альманах Золотое руно.
- Стихи в «Эмигрантской лире» № 3 (15), 2016.

### Литературно-критические статьи
- Триумфальный день Фернандо Пессоа // «Иностранная литература». — 2015. — № 7. — С. 232—243. ISSN 0130-6545.
- Алвару де Кампуш: Аlter Ego Фернандо Пессоа // «Новый мир». — 2016. — № 8. — С. 136—145. ISSN 0130-7673.
- Лирика Луиса Камоэнса . Предисловие и перевод с португальского Ирины Фещенко-Скворцовой // Оригинальное издание в Переводчик: Научно-художественный журнал Забайкальского государственного университета. — 2018. — Выпуск 18. — С. 39-47. ISSN 2073-5618.
- Куэлью Пашеку — фальшивый гетероним Фернандо Пессоа // Журнал Центра изучения современной поэзии Южного федерального университета — 2018 — № 8 — С. 85-99. ISSN 2312-0800.
- Из португальской поэзии ХХ-XXI веков: традиция и поиск //«Иностранная литература». — 2017. — № 4. — С. 107—125. ISSN 0130-6545.
- Музы Рикарду Рейша — самого таинственного гетеронима Фернандо Пессоа. Вступительная статья и перевод с португальского Ирины Фещенко- Скворцовой. Переводчик: научно-художественный журнал /Забайкал. гос. ун-т; (гл.ред. О. В. Стельмак). — Чита: ЗабГУ, 2019. — Вып. 19. — 260 с. — Стр. 84-93. ISSN 2073-5618.

### Эссе, рассказы
Всего одна короткая минута,

Когда среди заборов обветшалых

Ты собирала на посадках нута

Свой небольшой букетик маков алых.
- Рассказы о Португалии // Стороны света № 9, август 2008. .
- Записки эмигранта // «Иностранная литература». — 2015. — № 7. — С. 265—269. ISSN 0130-6545.
- Эссе «Женская логика в альманахе „Золотое руно“. .
- Ритмы поэзии Антонио Нобре, ч. 1 // Поэзия.ру. .
- Ритмы поэзии Антонио Нобре, ч. 2 // Поэзия.ру. .
- Из португальской поэзии ХХ-XXI веков: Жозе Режиу, Мануэл Алегре // Поэзия.ру. .
- Из португальской поэзии ХХ-XXI веков: София де Мелу Брейнер Андрезен // Поэзия.ру. .
- Из португальской поэзии ХХ-XXI веков Луиза Нету Жорж // Поэзия.ру. .
- Из португальской поэзии ХХ-XXI вв. Даниэл Фариа // Поэзия.ру. .

### Переводы
- Антониу Нобре. Когда он родился, родились мы все. Вступление, перевод стихов с португальского // „Иностранная литература“. — 2012. — № 9. — С. 159—171. ISSN 0130-6545.
- Сезариу Верде „Мир чувств западного человека“ // „Иностранная литература“. — 2015. — № 7. — Стр. 207—213. ISSN 0130-6545.
- Флорбела Эшпанка. Сонеты // „Иностранная литература“. — 2015. — № 7. — Стр. 213—217. ISSN 0130-6545.
- Фернандо Пессоа, Книга неуспокоенности: Фрагменты романа-эссе // „Иностранная литература“. — 2015. — № 7. — Стр. 218—229. ISSN 0130-6545.
- Фернандо Пессоа, Сонеты из цикла „Крестный путь“ // „Иностранная литература“. — 2015. — № 7. — Стр. 229—232. ISSN 0130-6545.
- Жентил Маркеш Легенды // „Иностранная литература“. — 2015. — № 7. Стр. 243—258. ISSN 0130-6545.
- „И высший смысл в безумии самом…“ Стихи Мариу Кинтаны, Мануэла Бандейры, Сесилии Мейрелис, Карлуса Друмона ди Андради // „Иностранная литература“. — 2017. — № 10. — Стр. 211—217. ISSN 0130-6545.
- Из современной поэзии. Ана Мартинс Маркис // „Иностранная литература“. — 2017. — № 10. — Стр. 120—121. ISSN 0130-6545.
- Фернандо Пессоа, Бернарду Суареш. Книга непокоя (фрагмент) // „Гвидеон“ — 2015. — № 12-13. — Стр. 51-54. ISBN 978-5-91627-166-9.
- де Кампуш Морская Ода (фрагмент) (недоступная ссылка) // „Гвидеон“ . — 2015. — № 12-13. — Стр. 46-51. ISBN 978-5-91627-166-9.
- Переводы Сезариу Верде // Альманах „Золотое руно“. .
- Сезариу Верде. Лирика. Предисловие и перевод с португальского Ирины Фещенко-Скворцовой // Переводчик: научно-художественный журнал Забайкальского государственного университета. — 2017. — Выпуск 17. — С. 49-58. ISSN 2073-5618.
- Печальный эпикуреец Рикарду Рейш // Журнал Центра изучения современной поэзии Южного федерального университета — 2018 — № 8 — С. 171—179. ISSN 2312-0800.
- Луис Камоэнс. Лирика. Вступительная статья и перевод с португальского Ирины Фещенко. / Забайкальский государственный университет ; главный редактор О. В. Стельмак. – Чита : ЗабГУ, 2018. – Вып. 18. – 261 с. – Стр. 39-47 (ISSN 2073-5618).
- Музы Рикарду Рейша – самого таинственного гетеронима Фернандо Пессоа. Вступительная статья и перевод с португальского Ирины Фещенко-Скворцовой. / Забайкальский государственный университет ; главный редактор О. В. Стельмак. – Чита : ЗабГУ, 2019. – Вып. 19. – 260 с. – Стр. 84-94 (ISSN 2073-5618).
- Фернанду Кабрита. Вступительная статья «Что такое дом» и перевод с португальского Ирины Фещенко-Скворцовой. Переводчик : литературно-художественный журнал / Забайкальский государственный университет ; главный редактор О. В. Стельмак. – Чита : ЗабГУ, 2020. – Вып. 20. – 272 с. – Стр. 240-246 (ISSN 2073-5618).
- Послание» Фернандо Пессоа — поиск Новой Индии. Лирика. Вступительная статья и перевод с португальского Ирины Фещенко-Скворцовой // Переводчик : научно-художественный журнал / Забайкальский государственный университет; гл. ред. О. В. Стельмак. — Чита : ЗабГУ, 2021. — Вып. 21. (ISSN 2073-5618) — Стр. 15-25.
- Гонсалу М. Тавареш. Снова время зверей. Вступительная статья и перевод с португальского Ирины Фещенко-Скворцовой.  Переводчик : литературно-художественный журнал / Забайкальский государственный университет ; главный редактор О. В. Стельмак. – Чита : ЗабГУ, 2022. – Вып. 22. – 271 с. – Стр. 17-29 (ISSN 2073-5618).
- Камилу Каштелу Бранку. Лиссабонские тайны. Главы XI, XV. Предисловие и перевод с португальского Ирины Фещенко-Скворцовой. Переводчик : литературно-художественный журнал / Забайкальский государственный университет ; главный редактор О. В. Стельмак. – Чита : ЗабГУ, 2023. – Вып. 23. – 293 с. – Стр. 41-70 (ISSN 2073-5618).
- Флорбела Эшпанка. Мятежная душа или муза плача? Предисловие и перевод сонетов с португальского Ирины Фещенко-Скворцовой.  Переводчик : литературно-художественный журнал / Забайкальский государственный университет ; главный редактор О. В. Стельмак. – Чита : ЗабГУ, 2024. – Вып. 24. – 218 с. – Стр. 15-27 (ISSN 2073-5618).
- Жуау Луиш Баррету Гимарайш. Перевод с португальского Ирины Фещенко-Скворцовой. Пироскаф. Поэтический журнал. Вып. 1(5) зима 2024. - 143 с. - Стр. 123-129. (ISSN 2949 - 1959).  <https://bookstorepoetry.ru/product/poeticheskij-zhurnal-piroskaf-vypusk-1-5-zima-2024/>

### Рецензии и отзывы о творчестве
Подмоет корни вкрадчивая речь 

 Так, словно ты — глагол или наречие. 

 И потеряешь право человечье

 От этой некончающейся речи 

 Себя, хоть на мгновение, отсечь.
- Мелёхина Н. Всё сначала Премьер, 10 (958) от 15 марта 2016 г.
- Мелёхина Н. «Потому что ты жертвенна…» (отзыв на книгу стихов «Блажен идущий») //«Премьер» Вологодская областная газета в № 27 (924) от 14 июля 2015 г.
- Дитцель А. Ирина Фещенко-Скворцова: ПТИЦЫ // Современная литература в Интернете. Точка зрения — Lito.Ru, 17.03.05. .
- Плышевский С. «О чём ни говоришь, ты говоришь о Боге» // Альманах 45 параллель. .
- Мельник А. НА ЗАПАДЕ ЗАПАДА Русская поэзия в Португалии // Эмигрантская лира. Литературно-публицистический журнал. .
- Подосокорский Н. Н. «Нобре А. П. Мельник ностальгии». Блог PHILOLOGIST, 2013.03.07.
- Антонио Перейра Нобре. Мельник ностальгии. Отклики читателей // «Иностранная литература». — 2015. — № 7. — Стр. 275—279. ISSN 0130-6545.
- Пудов А. «Чернее ран Христа». Фаду о мессе тьмы и глазах скелета. Отклик на книгу Антонио Перейра Нобре, Мельник ностальгии // Газета «Независимая». .
- Чанцев А. «Быть пыльцой»: о главной книге главного португальца Фернандо Пессоа // Rara Avis Открытая критика. .
- Марков А. Календарный роман модернизма: о том, почему важно читать Пессоа прямо сейчас // Colta — Литература. .
- Березин В. Человек с сотней жизней (О Фернандо Пессоа и переводе «Книги непокоя») // Год Литературы 2017. .
- Кутенков Б. Литературное обозрение. Обзор бумажных изданий (март 2018) // Вышел новый номер журнала поэзии «Prosodia». .

### Видео
Авторский вечер Ирины Фещенко-Скворцовой в Киеве, 29 октября 2001 г.
- Читает стихи автор, песни на стихи Ирины Фещенко-Скворцовой 53:34.

Поэзия Фернандо Песоа в переводе Ирины Фещенко-Скворцовой (Коимбрский университет. Португалия. 18 марта 2015 г)
- Оксана Кислицкая читает «Португальское море» 1:00.

Беседы Ирины Фещенко-Скворцовой в Иберо-американском культурном центре (с презентацией Татьяны Юдовой)
- «Книга непокоя» и Лиссабон Фернандо Пессоа. 13 октября 2020 г. 1:26:20.
- Португальский модернизм и гетеронимы Фернандо Пессоа. 23 декабря 2020 г. 1:33:38.
- Рикарду Рейш: поэзия освобождения «португальского Горация». 22 апреля 2021 г. 1:26:31.
- Презентация книги современного португальского поэта Фернанду Кабриты. 2 июня 2021 г. 1:39:11.

XXVIII Международный фестиваль верлибра в Санкт-Петербурге 17-18 апреля 2021 г.
- Ирина Фещенко-Скворцова читает перевод стихотворения Фернандо Кабриты. 18 апреля 2021 г. 04:30.

Переводы Фернандо Пессоа на русский язык в соответствии с особенностями метрики португальского поэта
- Ирина Фещенко-Скворцова о Пессоа 21:49.